# Per qualche dollaro in più
Per qualche dollaro in più è un film del 1965 co-scritto e diretto da Sergio Leone.
La pellicola è il secondo film della cosiddetta trilogia del dollaro, preceduto da Per un pugno di dollari (1964) e seguito da Il buono, il brutto, il cattivo (1966), con protagonista Clint Eastwood.
Oltre a Eastwood e a Gian Maria Volonté, protagonisti insieme a Lee Van Cleef, sono presenti diversi attori che avevano preso parte con ruoli secondari al precedente film di Leone, tra i quali Mario Brega, Joseph Egger, Benito Stefanelli, Aldo Sambrell, Antonio Molino Rojo e Lorenzo Robledo. Alcuni di questi sono presenti anche nell'ultimo film della trilogia.

## Trama
Nuovo Messico. El Indio, capo di una feroce banda di fuorilegge, viene liberato dai suoi uomini da un carcere messicano. Durante la fuga uccide spietatamente sia le guardie sia il capitano della prigione, lasciando vivo solo un soldato perché possa raccontare a tutti quello che ha visto.
Nel frattempo, in un'altra zona del West, un cacciatore di taglie, il Monco, così chiamato per l'abitudine di usare solo la mano sinistra lasciando la destra sempre libera per sparare, vaga per il paese alla ricerca dei più "remunerativi" criminali della zona, e come lui anche il colonnello Douglas Mortimer, ex ufficiale sudista dalle maniere raffinate ma abile bounty-killer, è intento nello stesso lavoro. Benché in luoghi diversi, i due mettono gli occhi sulla ricca taglia dell'Indio, ma mentre per il Monco è solo una questione di denaro, il colonnello lo vuole anche per un'altra ragione.
L'Indio si ricongiunge ai suoi compagni e subito architetta il piano d'assalto alla banca di El Paso, la più impenetrabile e sicura dello Stato, spiegando agli inizialmente diffidenti seguaci che contiene al suo interno un mobile intagliato, che maschera una cassaforte con ben mezzo milione di dollari in contanti, della cui esistenza ha saputo grazie al costruttore, un artigiano conosciuto durante il periodo passato in prigione e che ha ucciso durante la sua sanguinosa evasione.
Il Monco e il colonnello si ritrovano entrambi a El Paso per seguire da vicino le mosse della banda: il Monco, grazie a un ragazzino che gli dà informazioni, scopre la presenza del colonnello in città, iniziando a seguirlo e a prendere informazioni su di lui da il Profeta, un vecchio pioniere che fra l'altro conosce bene Mortimer. Durante un momento di apparente calma, il colonnello trova parte della banda dell'Indio in città e, volendo saggiarne le intenzioni, accende un fiammifero sulla schiena di Wild, un pericoloso criminale. Deciso a rimanere l'unico pretendente alla taglia dell'Indio, il Monco sfida a duello il colonnello in una prova notturna di abilità con le pistole. Durante l'incontro il Monco spara per primo al cappello del colonnello, che in seguito ricambia il favore sparando più volte a quello del più giovane e irruente pistolero. Dopo il confronto i due, constatata l'identica capacità, si mettono d'accordo per collaborare e spartirsi i soldi ricavati dalla taglia dell'Indio e di quelle dei suoi gregari: durante la pianificazione, il colonnello, più freddo e razionale del Monco, lo convince a infiltrarsi tra le file dell'Indio, facendo evadere un suo uomo, Sancho Pérez, detenuto in un carcere messicano, e arrivando così fino a lui.
Benché i due pistoleri siano al corrente dell'obiettivo della banda, e cioè la banca di El Paso, non conoscono il piano per intero; per cui, nonostante il doppiogioco del Monco e l'appostamento in città ideato dai due bounty-killer per cogliere i criminali in flagranza sul fatto ed eliminarli, l'Indio con uno stratagemma riesce lo stesso a prendere la cassaforte e fuggire col bottino. A questo punto il Monco vorrebbe sciogliere la società col colonnello e inseguire da solo i malviventi, ma ancora una volta l'ex ufficiale, più razionale del socio, lo convince a riunirsi di nuovo all'Indio e continuare l'azione in comune.
La banda fugge a est in uno squallido paesino chiamato Agua Caliente dove l'Indio ha deciso di nascondersi dalle autorità. Il Monco e il colonnello si ritrovano nel paese, con sorpresa del primo, che aveva creduto di poter imbrogliare l'altro cambiando la direzione della fuga; all'arrivo della banda nella locale taverna il colonnello viene riconosciuto da Wild, che lo sfida a duello per vendicare l'umiliazione ricevuta a El Paso, restando ucciso. Fintosi un ladro professionista interessato allo stesso colpo, Mortimer si offre per aiutare l'Indio ad aprire la cassaforte, in cambio di un compenso in denaro. I soldi però sono riposti in una cassa di cui l'Indio ha la chiave. Durante la notte, il colonnello e il Monco si recano contemporaneamente nel magazzino dove è conservata la cassa e trafugano il denaro. Ma l'Indio, astuto e sospettoso, scopre le vere intenzioni dei due alleati e li fa pestare a sangue dai suoi uomini. Pensando di sfruttarli per depistare le indagini dei ranger, l'Indio decide di non uccidere subito i suoi prigionieri i quali, in precedenza, sono riusciti a nascondere il bottino della rapina.
Avidamente, l'Indio, in combutta col fido el Niño, pensa di riuscire a spartire l'intero bottino solo tra loro due. Dopo aver liberato il Monco e il colonnello, l'Indio fa ricadere la colpa della fuga su un componente della banda. Lo spietato fuorilegge manda allo sbaraglio i suoi compagni che vengono ben presto eliminati a uno a uno dai due durante uno scontro a fuoco nel paese.
I piani dell'Indio vengono intralciati all'ultimo momento da Groggy, che uccide el Niño e reclama la sua parte di bottino. I soldi però non sono più nella cassa e così l'Indio non può far altro che uscire dal suo nascondiglio per affrontare il suo destino.
Douglas Mortimer riesce così ad arrivare all'atteso duello con l'Indio, grazie all'aiuto imprevisto del Monco il quale, tenendo il fucile sul braccio destro e un orologio carillon nella mano sinistra, attende come loro la fine della musica per la resa dei conti. Alla fine il colonnello Mortimer uccide l'Indio ma non accetterà un solo dollaro della taglia sententosi già appagato; l'analessi finale spiegherà il motivo: lo scopo del colonnello era vendicare la sorella (di cui l'Indio era pazzamente innamorato) e il marito, vittime del fuorilegge che, colto da un raptus dopo averli spiati dalla finestra della loro camera mentre si baciavano, uccise l'uomo e violentò la donna che durante lo stupro si uccise sparandosi un colpo al costato con la pistola dell'Indio. I soldi andranno tutti al Monco che, raccolti tutti i redditizi cadaveri, fa suo anche il mezzo milione di dollari rubato, prelevandolo tra i rami di un albero, dove era rimasto dal momento in cui i due soci erano stati scoperti, allo scopo di restituirlo alla banca di El Paso e ottenere la ricompensa.

## Produzione
Dopo l'inaspettato quanto straordinario successo di Per un pugno di dollari, Sergio Leone entrò in una paralisi creativa dovuta alla consapevolezza che ottenere nuovamente un exploit simile sarebbe stato quasi impossibile. Per ovviare a questo inconveniente, il regista cercò di intraprendere strade differenti dal genere western, come il genere thriller o il biografico. Abbandonati questi progetti, Leone decise di puntare nuovamente sul genere western: per contratto doveva alla Jolly Film almeno un seguito. Nonostante ciò, il regista decise di recidere ogni tipo di legame con Papi e Colombo:
In un'intervista a Luciano Vincenzoni, il titolo fu proposto a Leone dallo stesso Vincenzoni durante il loro incontro con la frase:
Contemporaneamente, Leone conobbe un avvocato che era ben avviato anche nell'ambito della produzione cinematografica, Alberto Grimaldi. Durante una cena insieme, Leone propose a Grimaldi il finanziamento del nuovo progetto, Per qualche dollaro in più. Grimaldi accettò di buon grado, facendo al regista un'offerta di tutto rispetto: spese pagate, compenso e 50% dei profitti.
Per quanto riguarda la coproduzione internazionale, sul fronte tedesco rimase la Constantin Film Produktion GmbH, desiderosa di ripetere il successo del film precedente. Inizialmente, la ricerca di un coproduttore spagnolo non portò a buoni risultati, ma alla fine entrò nel progetto Arturo González dalla Spagna. Per la prima volta, comunque, si ebbe l'intervento di americani in uno spaghetti western: la United Artists, società che successivamente distribuirà il film in tutto il mondo. Il budget del film fu, dunque, di circa 600 mila dollari. La United Artists entrò nell'affare perché Luciano Vincenzoni, sceneggiatore e amico di Leone, mostrò al rappresentante europeo della società, Ilya Lopert, il primo western di Leone Per un pugno di dollari. Lopert decise di finanziare il successivo che, secondo quel che riferisce Vincenzoni, inizialmente si intitolava La collina degli stivali, titolo poi cambiato. Nel documentario Il falso bugiardo, Vincenzoni dichiara che fu Leone a volerlo come sceneggiatore. Nello stesso documentario Tonino Valerii conferma e aggiunge che Grimaldi pensava che Vincenzoni non avrebbe accettato, perché all'epoca già famoso e impegnato con autori importanti come Pietro Germi o Mario Monicelli. Vincenzoni, invece, scrisse il film e inventò anche il seguito, Il buono, il brutto, il cattivo, in una riunione con i fratelli Picker, dirigenti della United Artists, suoi amici, che finanziarono anche questo. Leone e Vincenzoni si conoscevano da tempo, ma Vincenzoni aveva avuto successo prima dell'amico, e aveva ottimi rapporti con i produttori statunitensi, forse anche per questo Leone lo volle a scrivere il secondo film, che sapeva essere fondamentale per la sua carriera.

### Sceneggiatura

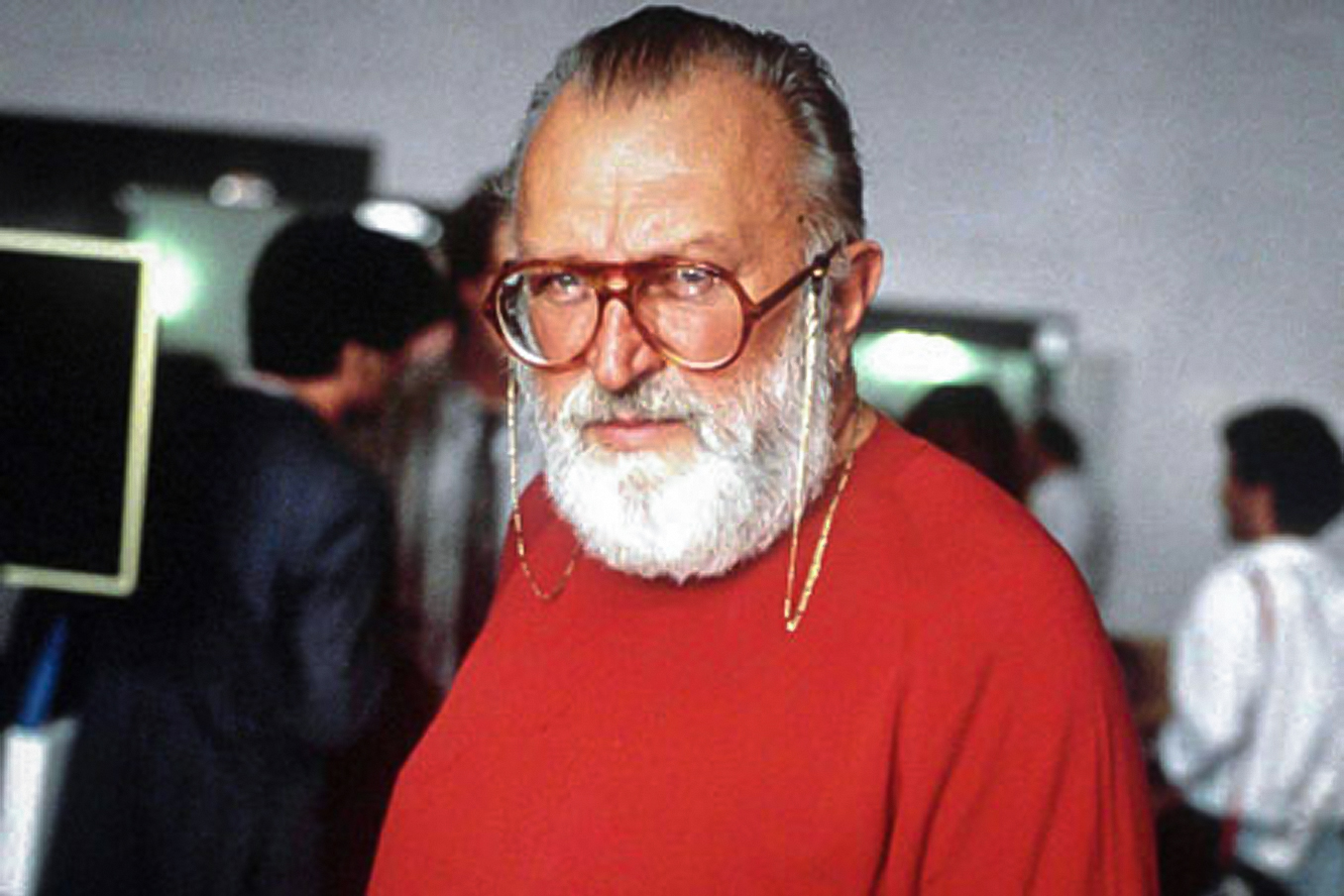
Il regista Sergio Leone durante le riprese di un altro suo film, C'era una volta in America

Ottenuto un produttore disposto a finanziare anche i suoi capricci, Leone ebbe fretta d'iniziare il progetto vero e proprio: si tenne dunque una prima riunione, tra Sergio Leone, Duccio Tessari e Fernando Di Leo, per decidere il soggetto del film. La storia che si stava delineando era quella di due cacciatori di taglie, uno giovane e uno anziano, che si alleano per catturare un fuorilegge. Successivamente, Tessari uscì dal progetto, e Di Leo terminò il primo trattamento con l'aiuto di Enzo Dell'Aquila. I due proposero a Grimaldi un trattamento intitolato Il cacciatore di taglie, pensando di farsi un nome grazie al nuovo film di Leone. Il regista rimase colpito dal soggetto, e chiese a Grimaldi di comprarlo a patto che i nomi di Dell'Aquila e Di Leo non apparissero.
Coadiuvato anche dal cognato Fulvio Morsella, Leone iniziò a trasformare la bozza in un trattamento più dettagliato. Successivamente si unì al progetto lo sceneggiatore Luciano Vincenzoni, che scrisse la sceneggiatura in nove giorni. L'apporto di Vincenzoni fu soprattutto in termini di umorismo, caratteristica che permise a Clint Eastwood di coniare il suo famoso sorrisetto. Leone si dedicò completamente alla sceneggiatura, scrivendo con Vincenzoni tutto il dialogo. Vincenzoni ammette spesso di non aver creduto realmente al genere spaghetti western che Leone stava creando inconsapevolmente, anche per questo aveva con Leone un rapporto altalenante. Inoltre avendo lui i rapporti con i tycoon della United Artists, era inviso soprattutto a Grimaldi che produceva, sulla carta, il film. Partendo dal trattamento, il film era diventato la storia di due cacciatori di taglie, uno giovane interpretato da Clint Eastwood, e un altro più anziano: elemento chiave era dunque il contrasto tra i due protagonisti. L'antagonismo tra questi due protagonisti era il vero e proprio motore dell'azione:
Anche Sergio Donati lavorò alla sceneggiatura, lavorando sui dialoghi e scrivendo da zero diverse scene: sono di sua inventiva, per esempio, la scena del treno, del vecchio profeta e il finale, con la conta dei cadaveri. Donati considera quest'ultima scena la più riuscita in tutta la sua carriera. Lo stesso Tonino Valerii afferma di aver partecipato alla stesura della sceneggiatura del film. Fu suo, infatti, l'apporto principale all'antagonista del film: l'Indio. Vincenzoni, tuttavia, ritiene di essere stato il primo a ribattezzare così l'antagonista del film.
Nel numero di Tex 191, La collina degli stivali, sceneggiato da Sergio Bonelli, uscito nel Settembre 1976, è reso omaggio alla scena del duello finale con il carillon quando Tex è sfidato da El Muerto.

### Cast
Clint Eastwood
Il ruolo del cacciatore di taglie era, ovviamente, pensato fin dal principio per Clint Eastwood: Papi e Colombo, tuttavia, stavano cercando di scritturare l'attore in un altro film. Quando Eastwood ebbe però la notizia che Leone aveva rotto ogni legame con la Jolly Film, decise di stare dalla parte del regista, rifiutando qualsiasi scrittura da parte della casa di produzione. Leone dunque si recò in America per convincere Eastwood a firmare il contratto per il nuovo film in progetto; arrivato a casa dell'attore, il regista iniziò a mimare le scene principali del film. Eastwood rimase piacevolmente impressionato dal soggetto, ma decise comunque di aspettare il copione completo prima di firmare il contratto.
Per girare Per un pugno di dollari, Eastwood ricevette 15 mila dollari di compenso e un biglietto in classe economica per arrivare in Italia. Questa volta, l'attore ottenne 50 mila dollari, un biglietto di prima classe e una piccola percentuale sugli incassi.
Il personaggio interpretato da Eastwood è il Monco, seconda incarnazione dell'Uomo senza nome leoniano, abile cacciatore di taglie che vaga per il West alla ricerca dei più remunerativi criminali della zona. Caratteristica del personaggio è l'uso molto raro della mano destra, la mano per sparare: tutte le azioni comuni sono eseguite dalla mano sinistra. Sul polso destro è possibile notare, inoltre, una fascia in pelle.
Lee Van Cleef
Per il ruolo del cacciatore di taglie anziano, il colonnello Douglas Mortimer, Leone volle inizialmente scritturare Henry Fonda. Nuovamente, manager e attore non presero neanche in considerazione la proposta del regista romano, che dunque contattò Charles Bronson. Anche Bronson, tuttavia, rifiutò la parte, e la scelta di Leone cadde su Lee Marvin. Il regista romano era rimasto piacevolmente sorpreso dall'interpretazione di Marvin nel film L'uomo che uccise Liberty Valance; l'attore era ben disposto a prendere parte al progetto, e presto si raggiunse un accordo di massima. Nonostante ciò, qualche giorno prima dell'inizio delle riprese del film, Leone apprese che Marvin aveva firmato per recitare nel film Cat Ballou di Elliot Silverstein.
Si giunse dunque a pochi giorni dall'inizio delle riprese, e il colonnello Mortimer non aveva ancora un volto. Sergio Leone si decise dunque a partire per Los Angeles alla ricerca di un attore di cui possedeva solo una vecchia foto strappata dall'annuario Academy Players. Secondo Leone, l'attore assomigliava a un parrucchiere del Sud Italia, ma aveva anche un naso da falco e gli occhi di Van Gogh:
Leone propose all'attore 10 mila dollari di compenso e il biglietto per il prossimo aereo per l'Italia. Van Cleef accettò, prendendosi però il tempo di completare un quadro che gli avevano commissionato. Per l'attore, che per sua stessa ammissione faceva fatica a pagare la bolletta della luce, questo film fu una vera e propria salvezza. In tutti i film che aveva interpretato, tra cui Bravados e Mezzogiorno di fuoco, non raggiungeva vivo i titoli di coda: veniva sempre ucciso dal protagonista della pellicola. Van Cleef, dopo l'interpretazione in Per qualche dollaro in più e quella ne Il buono, il brutto, il cattivo, conobbe una vera e propria rinascita artistica: il suo divenne un nome da mettere prima del titolo del film.
Durante il viaggio, Leone fece leggere all'attore il copione: Van Cleef lo definì "shakesperiano". Appena arrivato sul set, l'attore dovette fare i conti con la barriera della lingua: benché, secondo stessa ammissione di Clint Eastwood, l'inglese di Leone fosse migliorato dai tempi di Per un pugno di dollari, rimaneva un'impresa instaurare un dialogo tra le parti. Il cast stesso comprendeva attori italiani, spagnoli, tedeschi, greci e inglesi. Nonostante queste difficoltà, comunque, Luciano Vincenzoni ricorda Van Cleef come un attore che seguiva in tutto e per tutto il regista, "docile come un agnellino".
Per calarsi maggiormente nella parte, e per iniziare a comprendere lo stile di Leone, Eastwood consigliò a Van Cleef la visione di Per un pugno di dollari. Dopo aver visto il film, l'attore rimase illuminato. All'uscita dal cinema affermò: "Adesso capisco cosa intendi. Il copione è importante ma decisamente secondario rispetto allo stile".
Gian Maria Volonté
Il ruolo del cattivo viene nuovamente affidato, dopo lo straordinario successo di Per un pugno di dollari, a Gian Maria Volonté, questa volta impegnato a immedesimarsi nei panni di un fuorilegge messicano senza scrupoli che vuole assalire la banca più importante del paese, quella di El Paso.

### Riprese
Il film è stato prevalentemente girato in Spagna.
Le varie sequenze del passaggio del treno vennero girate nei pressi di Almería, Guadix e La Calahorra. La fittizia stazione di Tucumcari è la stessa oggi situata a La Calahorra, Granada. Per le varie scene nel paese vennero scelti diversi comuni, fra cui: Colmenar Viejo, La Calahorra, Hoyo de Manzanares e Tabernas. Le scene della chiesa sono inerenti alla odierna Chiesa di Santa Maria a Turrillas, Andalusia. Per lo studio di lavoro del colonnello Mortimer venne realizzato un set nel comune di Hoyo de Manzanares, Madrid. La scena del duello finale fra il colonnello Mortimer e l'Indio venne girata presso Los Albaricoques, Andalusia.
Per i vari set interni vennero sfruttati sia il Mini Hollywood di Tabernas che gli studi di Cinecittà a Roma.

## Distribuzione

### Data di uscita
Il film fu proiettato in pubblico in anteprima il 18 dicembre 1965 al Supercinema di Roma.
- 19 dicembre 1965 in Italia
- 20 dicembre 1965 in Grecia
- 25 marzo 1966 in Germania Ovest (Für ein paar Dollar mehr)
- 5 settembre 1966 in Spagna (La muerte tenía un precio)
- 30 settembre 1966 in Francia (Pour quelques dollars de plus)
- 17 novembre 1966 in Svezia (För några få dollar mer)
- 28 gennaio 1967 in Giappone (Sekiyou no ganman)
- 10 maggio 1967 negli Stati Uniti d'America (For a Few Dollars More)
- 11 giugno 1967 nel Regno Unito (For a Few Dollars More)
- 19 gennaio 1968 in Finlandia (Vain muutaman dollarin tähden)
- 6 agosto 1970 a Hong Kong

## Accoglienza

### Incassi
Il film fu il più visto in Italia dell'intera stagione 1965-66, con un introito economico di tre miliardi e mezzo di lire dell'epoca.
Per qualche dollaro in più deteneva nel 2016 il quinto posto nella classifica dei film italiani più visti di sempre per incasso con 14 543 161 spettatori paganti.

### Critica
La critica internazionale inizialmente accolse tiepidamente il film. Nel 1967, sul New York Times, Bosley Crowther scrisse: «Il fatto che questo film sia costruito per sostenere l'esercizio degli assassini, per enfatizzare la spavalderia omicida e generare gioia nelle frenetiche manifestazioni della morte è, a mio avviso, un forte atto d'accusa contro il cosiddetto intrattenimento dei nostri giorni». Roger Ebert del Chicago Sun-Times ha descritto il film come «un grande vecchio cliché western dopo l'altro» «composto da situazioni e non da trame» ma comunque «delizioso».
Da allora il film ha migliorato la popolarità, ottenendo giudizi lodevoli dalla critica contemporanea. Su Rotten Tomatoes ha un indice di gradimento del 92% basato su 38 recensioni, con un voto medio di 8,1 su 10 e un consenso della critica che recita: «Con Clint Eastwood protagonista, Ennio Morricone alla colonna sonora e la regia elegante di Sergio Leone, Per qualche dollaro in più si guadagna il riconoscimento di un classico del genere». Su Metacritic ottiene un punteggio di 74 su 100 basato su 8 recensioni.